# Bredsjön (Säfsnäs socken, Dalarna)
Bredsjön är en sjö i Ludvika kommun i Dalarna och ingår i Norrströms huvudavrinningsområde. Sjön har en area på 0,775 kvadratkilometer och ligger 347,1 meter över havet. Sjön avvattnas av vattendraget Kolbäcksån. Vid provfiske har abborre, mört, regnbåge och öring fångats i sjön.

## Delavrinningsområde
Bredsjön ingår i det delavrinningsområde (667539-143415) som SMHI kallar för Ovan Låsån. Medelhöjden är 360 meter över havet och ytan är 34,6 kvadratkilometer. Det finns inga avrinningsområden uppströms utan avrinningsområdet är högsta punkten. Kolbäcksån som avvattnar avrinningsområdet har biflödesordning 3, vilket innebär att vattnet flödar genom totalt 3 vattendrag innan det når havet efter 306 kilometer. Avrinningsområdet består mestadels av skog (75 procent) och sankmarker (11 procent). Avrinningsområdet har 1,93 kvadratkilometer vattenytor vilket ger det en sjöprocent på 5,6 procent.